# (4103) Chahine
(4103) Chahine est un astéroïde de la ceinture principale.

## Description
(4103) Chahine est un astéroïde de la ceinture principale. Il fut découvert le 4 mars 1989 à l'Observatoire Palomar par Eleanor Francis Helin. Il présente une orbite caractérisée par un demi-grand axe de 2,38 UA, une excentricité de 0,19 et une inclinaison de 27,0° par rapport à l'écliptique.

## Compléments